# Awasa
Awasa (tiếng Amhara: አዋሳ, đôi khi được đánh vần Awassa hoặc Hawassa ) là một thành phố ở Ethiopia. Nó nằm trên bờ hồ Awasa thuộc thung lũng Great Rift.

## Khí hậu
| Dữ liệu khí hậu của Awasa (1981–2010)          | Dữ liệu khí hậu của Awasa (1981–2010) | Dữ liệu khí hậu của Awasa (1981–2010) | Dữ liệu khí hậu của Awasa (1981–2010) | Dữ liệu khí hậu của Awasa (1981–2010) | Dữ liệu khí hậu của Awasa (1981–2010) | Dữ liệu khí hậu của Awasa (1981–2010) | Dữ liệu khí hậu của Awasa (1981–2010) | Dữ liệu khí hậu của Awasa (1981–2010) | Dữ liệu khí hậu của Awasa (1981–2010) | Dữ liệu khí hậu của Awasa (1981–2010) | Dữ liệu khí hậu của Awasa (1981–2010) | Dữ liệu khí hậu của Awasa (1981–2010) | Dữ liệu khí hậu của Awasa (1981–2010) |
| Tháng                                          | 1                                     | 2                                     | 3                                     | 4                                     | 5                                     | 6                                     | 7                                     | 8                                     | 9                                     | 10                                    | 11                                    | 12                                    | Năm                                   |
| ---------------------------------------------- | ------------------------------------- | ------------------------------------- | ------------------------------------- | ------------------------------------- | ------------------------------------- | ------------------------------------- | ------------------------------------- | ------------------------------------- | ------------------------------------- | ------------------------------------- | ------------------------------------- | ------------------------------------- | ------------------------------------- |
| Cao kỉ lục °C (°F)                             | 32 (90)                               | 33 (91)                               | 33 (91)                               | 33 (91)                               | 31 (88)                               | 30 (86)                               | 28 (82)                               | 29 (84)                               | 29 (84)                               | 30 (86)                               | 31 (88)                               | 31 (88)                               | 33 (91)                               |
| Trung bình ngày tối đa °C (°F)                 | 29 (84)                               | 30 (86)                               | 30 (86)                               | 28 (82)                               | 27 (81)                               | 26 (79)                               | 24 (75)                               | 25 (77)                               | 25 (77)                               | 27 (81)                               | 28 (82)                               | 28 (82)                               | 27 (81)                               |
| Tối thiểu trung bình ngày °C (°F)              | 11 (52)                               | 12 (54)                               | 13 (55)                               | 14 (57)                               | 14 (57)                               | 14 (57)                               | 14 (57)                               | 14 (57)                               | 13 (55)                               | 12 (54)                               | 10 (50)                               | 10 (50)                               | 13 (55)                               |
| Thấp kỉ lục °C (°F)                            | 0 (32)                                | 3 (37)                                | 5 (41)                                | 6 (43)                                | 9 (48)                                | 8 (46)                                | 7 (45)                                | 7 (45)                                | 7 (45)                                | 3 (37)                                | 0 (32)                                | −2 (28)                               | −2 (28)                               |
| Lượng mưa trung bình mm (inches)               | 29 (1.1)                              | 44 (1.7)                              | 100 (3.9)                             | 147 (5.8)                             | 133 (5.2)                             | 99 (3.9)                              | 128 (5.0)                             | 125 (4.9)                             | 140 (5.5)                             | 92 (3.6)                              | 30 (1.2)                              | 24 (0.9)                              | 1.091 (42.7)                          |
| Số ngày mưa trung bình (≥ 0.1 mm)              | 5                                     | 8                                     | 16                                    | 16                                    | 16                                    | 15                                    | 19                                    | 20                                    | 22                                    | 14                                    | 5                                     | 4                                     | 160                                   |
| Nguồn 1: World Meteorological Organization     |                                       |                                       |                                       |                                       |                                       |                                       |                                       |                                       |                                       |                                       |                                       |                                       |                                       |
| Nguồn 2: National Meteorology Agency (records) |                                       |                                       |                                       |                                       |                                       |                                       |                                       |                                       |                                       |                                       |                                       |                                       |                                       |